# Aeroports de Somalilàndia
Els aeroports situats a Somalilàndia, amb els seis còdis ICAO i IATA són:
- Berbera, HCMI,	BBO
- Boorama
- Burao, HCMV, BUO
- Erigavo, HCMU,	ERA
- Hargeisa, HCMH, HGA	(Aeroport Internacional Egal)